# 삼성초등학교구교사
삼성초등학교구교사(三省初等學校舊校舍)는 대전광역시 동구 삼성동에 있는 일제강점기의 건축물이다. 2002년 8월 23일 대전광역시의 문화재자료 제50호로 지정되었다.

## 개요
2층 규모의 붉은 벽돌 치장쌓기한 건물로, 일제가 1911년 8월 ‘조선교육령’을 발표한 뒤 대전에 처음 생긴 초등학교이다. 경부선 철도 부설공사로 인해 일본인의 이주가 많아 일본인 아동을 교육하는 소학교의 필요성에 의해 건립되었다. 당시 유리를 많이 사용하던 추세에 맞춰 전·후면을 비롯한 양 측면에 유리창을 많이 넣었고, 현관은 충남도청처럼 귀빈 승용차가 현관 입구에 차를 세울 수 있도록 하였다. 입면에는 원형창을 설치, 내부 채광을 도입함과 동시에 주변의 직사각형 수직창과 대조를 이루게함으로써 미적인 측면을 배려한 것으로 보인다.

## 같이 보기
- 대전삼성초등학교
- 한밭교육박물관 현재용도

## 참고 자료
- 삼성초등학교구교사 - 국가유산청 국가유산포털